# Epilobium rigidum
Epilobium rigidum är en dunörtsväxtart som beskrevs av Haussk.. Epilobium rigidum ingår i släktet dunörter, och familjen dunörtsväxter. Inga underarter finns listade i Catalogue of Life.